# Ayaou-Sran
Ayaou-Sran  è una città e sottoprefettura della Costa d'Avorio appartenente al dipartimento di Sakassou. Conta una popolazione di 17 713 abitanti (censimento 2014).